# هيو جولدي
هيو جولدي (5 ديسمبر 1919 - 23 ديسمبر 2010) (بالإنجليزية: Hugh Goldie)‏ هو مخرج تلفزيوني ولاعب كريكت بريطاني (وحمل سابقاً جنسية المملكة المتحدة لبريطانيا العظمى وأيرلندا).